# Bang của Savigny-sur-Orge
Các bang của Savigny-sur-Orge là một bộ phận hành chính của tỉnh Essonne, vùng Île-de-France, miền bắc nước Pháp. Biên giới của nó đã được sửa đổi khi tái tổ chức bang của Pháp có hiệu lực vào tháng 3 năm 2015. Khu vực bầu cử nghị viện là Savigny-sur-Orge.
Nó bao gồm các xã sau:
1. Morangis
2. Savigny-sur-Orge
3. Wissous